# José de Solís y Valderrábano
José de Solís y Valderrábano   (Salamanca, 15 d'abril de 1643 - 1 de novembre de 1713), anomenat també José de Solís y Solís, va ser un noble i home d'estat espanyol durant els regnats de Carles II i Felip V. Va ser president del Consell de Castella de 1703 a 1705.
Va néixer a Salamanca el 15 d'abril de 1643, fill d'Alonso de Solís y Valderrábano, comte de Villanueva de Cañedo i cavaller de l'orde de Sant Jaume, i d'Antonia de Solís y Luzón, senyora de la vila de Peralejos. Els seus orígens de la seva família es remunten a l'època d'inicis de la reconquestahispànica. Es va casar amb Clara Osorio de Fonseca, filla del senyor de Villacís, amb qui va tenir un fill, l'hereu i successor als títols i estats, Alonso de Solís y Osorio.
Va ser senyor de l'estat de Solís i de les viles de Retortillo, Villar del Proferta, La Granja, Naharros, La Puebla, Berja-Muñoz i Peralejos, a més d'ostentar el títol perpetu de adelantado de Yucatán, vinculat a la seva família. Per reial cèdula de 23 d'octubre de 1681, el rei Carles II va concedir-li el comtat de Montellano.
Va iniciar el seu ascens exercint diversos càrrecs a Sevilla, d'on era originària la seva família. Va ser Assistent de Sevilla, president de la Casa de la Contractació i governador del Consell d'Índies, el 25 d'octubre de 1695, i dels Ordes. De 1696 a 1699 va ser virrei de Sardenya, en darrer en convocar un parlament, previs poders de Carles II donats el 1696, abans de la pèrdua de l'illa per part de la monarquia, celebrat el 1698-1699, les actes del qual es van redactar en català i castellà. Malgrat que el 30 de setembre de 1699 es va nomenar nou virrei al duc de San Juan, el rei Carles II va permetre a Solís romandre en el càrrec fins a acabar les corts.
El 1699 va tornar a la península i arriba a la cort de Madrid. Amb l'adveniment de Felip V, Solís es va alinear amb el nou monarca i va estar molt vinculat amb certs membres del cercle cortesà de la princesa d'Orsini i va intentar situar-se en el nou escenari dinàstic. El 1701 va ser nomenat governador interí de la Casa de la Reina Maria Lluïsa de Savoia a instància del cardenal Portocarrero, i el 1703 hi és designat majordom major honorari. Aquest càrrec li van permetre mantenir relació assídua amb la reina i amb la princesa d'Orsini, que en van valorar la seva discreció, prudència i bon criteri. No obstant això, hom afirma que tot i que sempre va ser respectuós i reverent amb el monarca i la seva idea era fer sortir d'Espanya de la situació desastrosa en què es trobava i que, en realitat s'oposava a la influència francesa a la cort i, en particular, a la princesa d'Orsini. El 1702 va ser nomenat cavaller de l'orde de Sant Jaume. Un càrrec destacat que va ocupar va ser el de president del Consell de Castella des de 16 de novembre de 1703 a 7 de novembre de 1705, i sent-ne membre de capa i espasa, atès que no tenia coneixements jurídics i es va abstenir de participar en assumptes judicials, tanmateix continuava sent un càrrec destacat dintre del panorama polític i com a conseller del rei, hi tenia contacte permanent. El 1704 va ser nomenat Gran Mestre de la Casa de la Reina i el 1705 va ser designat membre del Despatx del rei com a conseller d'Estat, on va romandre fins a la seva mort el 1713.
Felip V va elevar el títol de comte a duc de Montellano, amb Grandesa d'Espanya de primera classe, per reial decret de 19 de desembre de 1704 i expedit el títol en reial cèdula de 4 de febrer de 1705, alhora va transferir la dignitat de comte al fill de Solís, Alonso, sobre la vila de Saldueña.
Va morir l'1 de novembre de 1713.